# 夜間瀬村
夜間瀬村（よませむら）は長野県下高井郡にあった村。現在の山ノ内町大字夜間瀬にあたる。

## 地理
- 山：高社山、三ツ子山、飯盛山、小丸山、丸山、焼額山、竜王山、五輪山、臀出山
- 河川：夜間瀬川、雑魚川

## 歴史
- 1889年（明治22年）4月1日 - 町村制の施行により、近世以来の夜間瀬村が単独で自治体を形成。
- 1955年（昭和30年）4月1日 - 平穏町・穂波村と合併して山ノ内町が発足。同日夜間瀬村廃止。

## 交通

### 鉄道路線
- 長野電鉄
  - 山の内線（現・長野線）
    - 夜間瀬駅

## 名所・旧跡・観光スポット・祭事・催事
- 北志賀高原